# John J. Bell

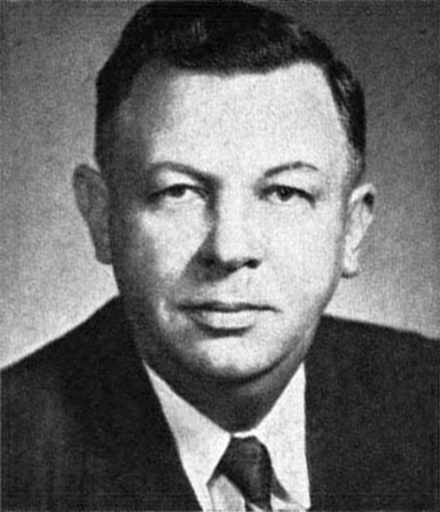
John J. Bell (1955)

John Junior Bell (* 15. Mai 1910 in Cuero, Texas; † 24. Januar 1963 ebenda) war ein US-amerikanischer Politiker. Er vertrat den Bundesstaat Texas als Abgeordneter im US-Repräsentantenhaus.

## Werdegang
John Bell wurde 1910 in Cuero geboren, wo er die öffentliche Schule besuchte. Er graduierte 1932 an der University of Texas at Austin und 1936 an deren Rechtsabteilung. Seine Zulassung als Anwalt bekam er im Jahr 1936, danach eröffnete er eine Praxis in Cuero. Zwischen 1937 und 1947 war er Abgeordneter im Repräsentantenhaus von Texas. Des Weiteren war er Präsident einer Unternehmung, die Kompressen in Victoria, Shiner, Cuero und Taft vertrieb. Während des Zweiten Weltkrieges diente er von Mai 1944 bis März 1945 als Private in der United States Army.

## Politik
Nach dem Krieg war er zwischen 1947 und 1954 Mitglied des texanischen Senates. Des Weiteren war er Delegierter zu den Democratic National Conventions in den Jahren 1948 und 1952. Anschließend wurde er als Demokrat in den 84. Kongress gewählt. Seine Amtszeit belief sich vom 3. Januar 1955 bis zum 3. Januar 1957. Er kandidierte 1956 für den 85. Kongress, scheiterte aber. Anschließend nahm er seine Tätigkeit als Anwalt wieder auf. Des Weiteren betrieb er Viehzucht und betätigte sich auch in der Landwirtschaft. Während seiner Amtszeit im Kongress weigerte er sich 1956 das Southern Manifesto zu unterzeichnen, das sich gegen die Rassenintegration an öffentlichen Einrichtungen aussprach.
John Bell starb am 24. Januar 1963 auf seinem Anwesen in Cuero. Er wurde auf dem Hillside Cemetery beerdigt.